# Abraxas dohrnii
Abraxas dohrnii är en fjärilsart som beskrevs av Alexander Ferdinand Koenig 1883. Abraxas dohrnii ingår i släktet Abraxas och familjen mätare. Inga underarter finns listade i Catalogue of Life.